# ساتنیک آقابابیان
ساتنیک آقابابیان (به ارمنی: Սաթենիկ Աղաբաբյան) معروف به مادام ساتو پری آقابابوف ‏ (۱۹۰۰–۱۹۷۹) خوانندهٔ اپرا، بازیگر تئاتر، سینمادار و نمایش‌نامه‌نویس ارمنی‌تبار اهل ایران و جزو نخستین خوانندگان اپرای زن ایرانی بود.
آقابابوف را می‌توان نمادی از هنرمندان عرصهٔ نمایش ایران در آغاز سدهٔ اخیر و به‌ویژه نمادی از نهضت هنری زنان آن دوره دانست. برخی منتقدان وی را در زمرهٔ بزرگان عرصهٔ نمایش در ایران دانسته‌اند. او در زمینهٔ بازیگری نمایش و نمایشنامه‌نویسی نیز فعالیت داشته‌است.
آقابابوف در برلین و مسکو دوره آواز و تئاتر را گذراند. وی که آوازخوان اپرا بود در دهه‌های ۱۳۰۰ و ۱۳۱۰ خورشیدی در نمایش‌هایی همچون پریچهر و پریزاد، شب هزار و یکم، و الهه آواز خواند و ایفای نقش کرد.

## ابتدای زندگی و تحصیلات
ساتنیک «ساتو» آقابابیان در بهار ۱۲۷۹ خورشیدی (۱۹۰۰ میلادی) در تهران در یک خانواده ارمنی به دنیا آمد. از وی در منابع فارسی به عنوان «مادام پری آقابابوف» یاد شده‌است. وی برای تحصیل موسیقی و آواز به کنسرواتوار شارلتنبورگ برلین رفت. در آغاز جنگ جهانی اول به مسکو رهسپار شد و سرانجام تحصیل خود در زمینه موسیقی، آواز، باله و تئاتر را در کنسرواتوارهای سلطنتی مسکو، رم و فرانسه ادامه داد.

## فعالیت‌های هنری
او در سال‌های ۱۳۰۰ تا ۱۳۲۰ در تهران شهرت و محبوبیت فوق‌العاده داشت، ولی از آن به بعد خبری از او و خانواده‌اش در دست نیست.

### خوانندگی

تصویر صفحه ۱۵ کاتالوگ آوازهای فارسی بانو پری آقابابوف

آقابابوف پس از اتمام تحصیلاتش به ایران بازگشت و در جمعیت‌های ارمنیان خوانندگی کرد. از آقابابوف آثاری روی صفحه‌های گرامافون ضبط شده‌است، از جمله ترانه‌هایی همچون مهلتی مرگ، اصلی و کرم، خاطرم ز جنس بشر، خال گل، کجا هستی پریزاد، دختران سیروس و پدر جانم دکتر که آقابابوف برخی از آنها را در اپرت‌هایی به همین نام اجرا کرده‌است. تعدادی از این ترانه‌ها مربوط به دورهٔ دوم ضبط صفحه‌های ایرانی توسط کمپانی هیز مسترز وویس‏‏ از اواخر ۱۳۰۵ است. دختران سیروس ترانه‌ای است انقلابی که برخی آن را از ساخته‌های عارف قزوینی می‌دانند.

### بازیگری
آقابابوف در ادامهٔ فعالیت هنری خویش به تئاتر روی آورد یکی از گروه‌های تئاتری که در جمعیت ارامنه تشکیل شد، تئاتر «جمعیت مادام پری آقابابوف» بود که در سال‌های پس از ۱۲۹۵ به کوشش وی شکل گرفت. در این باشگاهِ تئاتر، گاه و بی‌گاه واریته‌هایی در کافهٔ رستوران پلازا نمایش داده می‌شد.
آقابابوف در دههٔ ۱۳۰۰ خورشیدی همکاری با رضا کمال شهرزاد را آغاز کرد و در نمایشنامه‌های موزیکال وی شرکت کرد و آواز خواند. وی جزو نخستین زنان ایرانی محسوب می‌شود که بر روی صحنهٔ نمایش اپرا خواند و لباس بازی به تن کرد و به بازیگران دیگر نیز لباس بازیگری پوشاند، و به عنوان اولین خوانندهٔ زنِ ایرانیِ ارمنی در دوران معاصر، نقش به‌سزایی در اعتلای این هنر داشت. آقابابوف بین سال‌های ۱۲۹۷ تا ۱۳۰۰ در بسیاری از نمایشنامه‌هایی که در تئاترهای مختلف تهران روی صحنه آورده می‌شدند، نقش‌آفرینی کرد و به عنوان خوانندهٔ اپرت‌هایی به زبان فارسی نیز بر صحنه رفت.
وی در سال ۱۳۰۰ در دو نمایش پریچهر و پریزاد نوشته رضا کمال شهرزاد و الهه نوشته مجتبی طباطبایی که توسط آرتو طریان کارگردانی شدند و در سالن سالن آودیس، رشت اجرا شدند نقش آفرینی کرد. وارتو طریان (لالا)، همبازی وی در این دو نمایش بود.

در ماه آذر ۱۳۰۰، در نمایشنامهٔ درام پریچهر و پریزاد اثر رضا کمال شهرزاد، که موسیقی آن را درویش‌خان ساخته بود، در سالن گراند هتل (تئاتر دهقان فعلی) در تهران نقش اول نمایش را برعهده گرفت. شهرزاد برای ابراز خرسندی خود از نحوهٔ اجرای این نمایشنامه، آن را به آقابابوف و نمایشنامهٔ زردشت را به آرتو طریان اهدا کرد. انور خامه‌ای دربارهٔ اجرای اپرت «پریچهر و پریزاد» چنین گفته‌است:
 من اپرت شهرزاد با عنوان «الهه گل‌ها» را در سالن کوچکی تماشا کردم که خاطرات روشن‌تری نسبت به اپرت پریچهر و پریزاد از آن دارم. موضوع نمایشنامه یک فانتزی دربارهٔ تحول طبیعت است که از جشن گل‌ها به هنگام بهار و پذیرایی ملکهٔ گل‌ها آغاز می‌گردد و با رفتن او پراکندگی و افسردگی و خزان را نشان می‌دهد. نقش ملکهٔ گل‌ها را خانم آقابابوف انجام می‌داد و نقش گل‌های دیگر را دوشیزگان یا بانوان ارمنی برعهده داشتند. در آن روزها زن‌های مسلمان حق تماشای نمایش را هم نداشتند چه برسد هنرپیشگی کرد، رقص‌ها و آواز تا حدی که به خاطرم می‌آید خوب و جالب بود…

پوستر نمایشنامه شب هزار و یکم

یکی از مهم‌ترین هنرنمایی‌های او، اجرای نقش اول اپرای کارمن در آذرماه ۱۳۰۲ در تهران بود. آقابابوف مدتی نیز با ارکستر مدرسهٔ عالی موسیقی به سرپرستی کلنل علینقی وزیری کار کرد، اما از آنجا که طرز خوانندگی و لهجهٔ او برای شنوندگان فارسی‌زبان کمی بیگانه بود، همکاری‌شان ادامه نیافت. در سال ۱۳۰۲ علینقی وزیری موسیقی را با تئاتر درهم آمیخت و با تأسیس «کلوپ موزیکال» در تهران با کمک چندی از هنرمندان از جمله آقابابوف، لرتا، مادموازل بلینگ، مادموازل سیرانوش، غلامعلی فکری و فضل‌الله بایگان و دیگران نمایشنامه‌هایی را اجرا کردند. این نمایشنامه‌ها، شامل گُل سرخ، خانم خوابند، تشک پرقو، شوهر بدگمان و دایی کچل، که از آثار خود وزیری بودند، با موفقیت در شهرهای رشت و انزلی هم اجرا شدند.
رضا کمال نیز چند نمایشنامهٔ قفقازی از جمله افسانهٔ عشق (۱۳۰۶)، اصلی و کرم (۱۳۰۷) و کمربند سحرآمیز (۱۳۰۸) را به فارسی درآورد و اشعار آنها را خود ساخت و با همکاری آقابابوف و هنرمندان دیگر ارمنی به معرض نمایش گذاشت. نمایش اصلی و کرم به قلم شهرزاد، اقتباسی از ادبیات قفقازی در سالن زرتشتیان خیابان قوام‌السلطنه ساعت ۷ بعدازظهر دوشنبه ۷ خرداد ۱۳۰۷ به اشتراک مادام پری آقابابوف و سایر بانوان به معرض نمایش گذاشته شد.
نمایشنامه شب هزار و یکم در روز جمعه ۲۱ آذر ۱۳۰۹ در تئاتر سیروس به نفع «انجمن متفقهٔ نسوان» به اجرا درآمد. نقش‌آفرینان نمایشنامه عبارت بودند از: وارتو «لالا» تریان در نقش دنیازاد خواهر زوجهٔ امیر، ملوک ضرابی در نقش شهرزاد زوجهٔ امیر، پری آقابابوف در نقش ستارهٔ بالت، و آرتو طریان در نقش امیر. در سال ۱۳۱۱ در تالار تئاتر زرتشتیان، نمایشنامهٔ لیلی و مجنون، به کارگردانی میشا مانوکیان در پنج پرده با نقش‌آفرینی آقابابوف در نقش لیلی و میشا مانوکیان در نقش مجنون اجرا شد.
اندیشهٔ ایجاد تئاتری ملی به سال‌های آغازین سلطنت رضاشاه پهلوی بازمی‌گشت. رضاشاه از واهرام پاپازیان بازیگر و کارگردان بین‌المللی تئاتر ارمنی ساکن لنینگراد دعوت کرد که نخستین گردانندهٔ تئاتر ملی در ایران باشد. وی در سال ۱۳۱۲ به دعوت جمعیت شیر و خورشید سرخ ایران از روسیه به تهران آمد. او کلاسی برای تئاتر دایر کرد و به آموزش گروهی از هنرمندان تئاتر تهران پرداخت سپس نمایشنامه‌های اتللو، بالماسکه، هملت، دون ژوان را در تالار نمایش سینما پالاس (محل فعلی ساختمان پلاسکو) توسط گروه پاپازیان و گروه ارامنه به روی صحنه آورد. پاپازیان نمایشنامه اتللو با ترجمهٔ ناصرالملک را انتخاب کرد و در عمل اجرایی دوزبانه ارائه داد. در آن اجرا پاپازیان، که فارسی نمی‌دانست و نقش اتللو را به عهده داشت، بر صحنه گفتارهای خود را به زبان فرانسه ادا می‌کرد و سایر بازیگران به زبان فارسی اما پاپازیان پس از اجرای چند اثر کلاسیک، توفیقی کسب نکرد و به وطن خود بازگشت.

### نوشتن اپرت
آقابابوف پا را از بازی در نمایش‌ها و همچنین خوانندگی در جمعیت‌های ارامنه فراتر نهاد و به نگارش اپرت روی آورد و اپرت «الهه جنگل‌ها» به قلم او در سال ۱۳۰۶ در همان جمعیت ارامنه به اجرا درآمد. آقابابوف به دلیل علایق هنری‌اش در دی ۱۳۰۷ (ژانویهٔ ۱۹۲۸) سینما-تئاتر پری (موسوم به تروپِ پری) را در میدان مخبرالدوله تهران افتتاح کرد؛ این تماشاخانه در سال ۱۳۰۹ تعطیل شد و فقط کار سینمای آن ادامه پیدا کرد. یک سال بعد نیز در ۶ تیر ۱۳۰۸ (۲۶ ژوئن ۱۹۲۹) با افتتاح سینمای تابستانی پری در تیغستان قلهک، به نمایش فیلم پرداخت.
در تاریخ معاصر ایران، تا سال ۱۳۱۱ هیچ زنی در میان مردمان مسلمان ایران پا به صحنهٔ تئاتر نگذاشت تا این که در این سال نمایشنامهٔ «ملا نصرالدین» را مادام پری نوشت و برای به صحنه بردن آن تلاش‌های بسیاری انجام داد. وی پس از تلاش بسیار اجازهٔ این نمایش را به مادام نوارت واگذار کرد. وی از سال ۱۳۱۱ گروه هنری-تئاتری تشکیل داد و با ترجمهٔ نمایش‌های خارجی، جوانان و روشنفکران ایرانی را تشویق به کارِ نوشتن نمایشنامه کرد و خود سرپرستی این گروه را با نام هنری «تروپِ هُنری پری» به عهده گرفت.

## زندگی شخصی
همسر وی رافائل آقابابیان یک ارمنی-روسی بود و وکیل دادگستری بود. آلکس آقابابیان، مؤسس داریوش فیلم (و پیشگام کار دوبلهٔ فیلم در ایتالیا) نیز فرزند او بود.

## نقد
«مسعود کوهستانی» محقق و نویسنده، مادام پری را یکی از «رجال نمایشی» ایران نامیده و وی را سمبلی از هنرمندان تئاتر ایران در آن دوران و به‌خصوص نمادی از نهضت هنری زنان در آن دوره نامیده‌است. سعید نفیسی در اسفند ۱۳۰۴، در آستانهٔ سفر کوتاه‌مدت آقابابوف به خارج، از او به منزلهٔ «مردمک چشم جامعهٔ هنری تهران» یاد کرد.

## یادداشت
1. ↑  Charlottenburg Konservatorium
2. ↑  Əslı və Kərəm